# Amphiroa crassa
Amphiroa crassa J.V. Lamouroux in Quoy & Gaimard, 1824  é o nome botânico  de uma espécie de algas vermelhas pluricelulares do gênero Amphiroa.
- São algas marinhas encontradas no Chile, Indonésia, Queensland, ilhas Fiji, arquipélago de Samoa e na ilha subantártica Fuegia.

## Sinonímia
Não apresenta sinônimos.